# Annan Athletic FC
Annan Athletic Football Club is een Schotse voetbalclub uit Annan in Dumfries and Galloway. De club werd opgericht in 1942. De thuiswedstrijden worden in het Galabank gespeeld, dat plaats biedt aan 3.500 toeschouwers. De clubkleuren zijn zwart-oranje. In 2023 promoveerde de club via promotie-degradatie wedstrijden naar de League One. Twee seizoenen later degradeerde de club weer via promotie-degradatie wedstrijden.

## Erelijst
Annan Athletic heeft (nog) geen belangrijke prijzen gewonnen.